# Mijnwormen

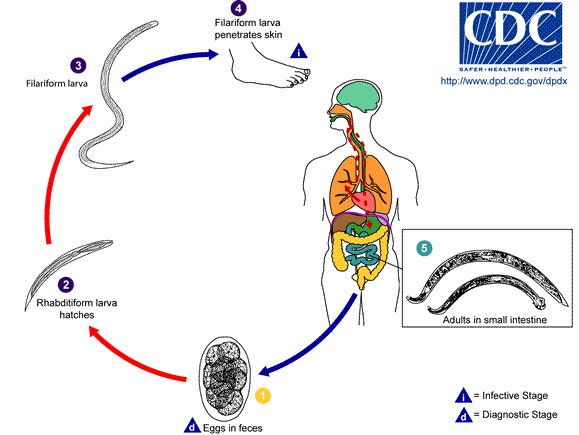
Levenscyclus van een mijnworm

De mijnwormen vormen een familie van kleine parasitaire rondwormen uit de orde Rhabditida. Bij de mens voorkomende mijnwormsoorten zijn Necator americanus en Ancylostoma duodenale. Deze soorten zijn ongeveer een centimeter lang en zij leven in de darmen van naar schatting 800 miljoen mensen. A. caninum komt voor bij honden en A. braziliens bij katten.

## Veroorzaker van aandoeningen bij mensen
De worm komt, zoals de naam aangeeft, in gematigde streken vaak voor in het warme en vochtige biotoop van diep aangelegde mijnen. De mijnworminfectie was een veelvoorkomende beroepsziekte onder mijnwerkers. Door betere hygiëne en sluiting van de mijnen komt de infectie in de Lage Landen bijna niet meer voor. In warme gebieden is dat anders.

## Besmetting en levenscyclus van de mijnworm
Besmetting vindt plaats via contact tussen de huid en aarde die is besmet met ontlasting waarin larven leven (Ancylostoma kan ook via besmet voedsel tot een infectie leiden). De larve dringt de huid binnen en reist via de lymfeklieren naar de longen. Dit leidt tot jeuk en huiduitslag waar de larven zijn binnengedrongen, en tot hoesten en piepende ademhaling door hun aanwezigheid in de longen. Via opgehoest en ingeslikt slijm dalen de larven af naar hun uiteindelijke doel: de maag en darmen. Hier zuigen ze zich aan de darmwand vast en leven van het bloed. Vooral voor kinderen kunnen de gevolgen van het resulterende bloedverlies ernstig zijn. De volwassen wormen paren in de darm. De eitjes verlaten de gastheer met de ontlasting, waarna de larven uitkomen en de cyclus zich herhaalt.

## Symptomen en behandeling
Besmetting met de worm leidt tot weinig of geen darmklachten, die bovendien niet typisch zijn. Het uit zich bij volwassenen in lichte buikpijn. Bij heel ernstige infecties bij kinderen en zwangere vrouwen in derdewereldlanden kan bloedarmoede optreden. In de meest extreme gevallen ontstaan koorts, vertraagde groei en hartfalen. Meestal is de infectie echter vrij onschuldig, en vrij makkelijk te verhelpen met medicijnen.
Infectie met de honden- of kattenworm kan leiden tot huidklachten, door onder de huid migrerende larven. Deze kunnen zich in een menselijke gastheer echter niet voortplanten.

## Onderzoek
Er wordt op dit moment onderzoek gedaan naar de functionaliteit van de mijnworm bij het bestrijden van allergieën. Een groep van 10 zelf experimenterende experts hebben vastgesteld dat de mijnworm allergieën kan genezen. Zij hadden gezien dat veel mensen in de tropen waren besmet met de mijnworm, maar er waren geen mensen met allergieën. Deze onderzoekers hebben het eerst op zichzelf getest, zonder ernstige bijwerkingen. Ze hebben toestemming gekregen om ook op andere mensen te testen, met onder meer astma en hooikoorts als allergie.

## Taxonomische indeling[3]
- Familie Ancylostomatidae
  - Onderfamilie Ancylostomatinae
    - Geslacht Ancylostoma
      - Ancylostoma braziliense
      - Ancylostoma caninum (bij honden voorkomende soort mijnworm)
      - Ancylostoma ceylanicum
      - Ancylostoma duodenale
      - Ancylostoma pluridentatum
      - Ancylostoma tubaeforme

    - Geslacht Uncinaria
      - Uncinaria criniformis (Goeze, 1782)
      - Uncinaria lucasi Stiles, 1901
      - Uncinaria sanguinis Marcus et al., 2014
      - Uncinaria stenocephala (Railliet, 1884)
      - Uncinaria yukonensis (Wolfgang, 1956)
      - Uncinaria hamiltoni
      - Uncinaria aantal soorten met afwijkend DNA

  - Onderfamilie Bunostominae
    - Geslacht Bunostomum (bij rundvee voorkomende soorten mijnwormen)
      - Bunostomum phlebotomum
      - Bunostomum trigonocephalum
      - Bunostomum sp. (afwijkend DNA)

    - Geslacht Necator
      - Necator americanus